# Pleuron (ville)
Pour les articles homonymes, voir Pleuron.
Pleuron (en grec ancien Πλευρών) est le nom d'une cité grecque antique d'Étolie ayant occupé deux sites successifs.

## Emplacements
Strabon, dans sa Géographie, indique que la première cité de Pleuron (l'ancienne Pleuron, ἡ παλαιὰ Πλευρών) occupait une plaine fertile située entre les fleuves Achéloos et Événos, non loin du mont Courion, dont sont originaires les Courètes, et de la cité de Calydon. À cause des incursions de Démétrios (sans doute Démétrios II de Macédoine, qui règne dans la seconde moitié du IIIe siècle av. J.-C.), les habitants de Pleuron décident finalement de déplacer leur cité et fondent une nouvelle Pleuron (ἡ νεωτέρα Πλευρών) sur les pentes du mont Aracynthe, dans la chaîne de montagnes du Corax.
L'emplacement du premier site n'est pas connu avec certitude. 
Celui de la cité hellénistique a été identifié par Leake au début du XIXe siècle avec les ruines appelées Château de dame Irène (τὸ Κάστρον τῆς Κυρίας Εἰρήνης) dans les parages de Missolonghi (38° 24′ 51″ N, 21° 24′ 37″ E
). Les fouilles ont dégagé entre autres un rempart comportant 8 portes et 36 tours, une agora et un théâtre.

## Histoire

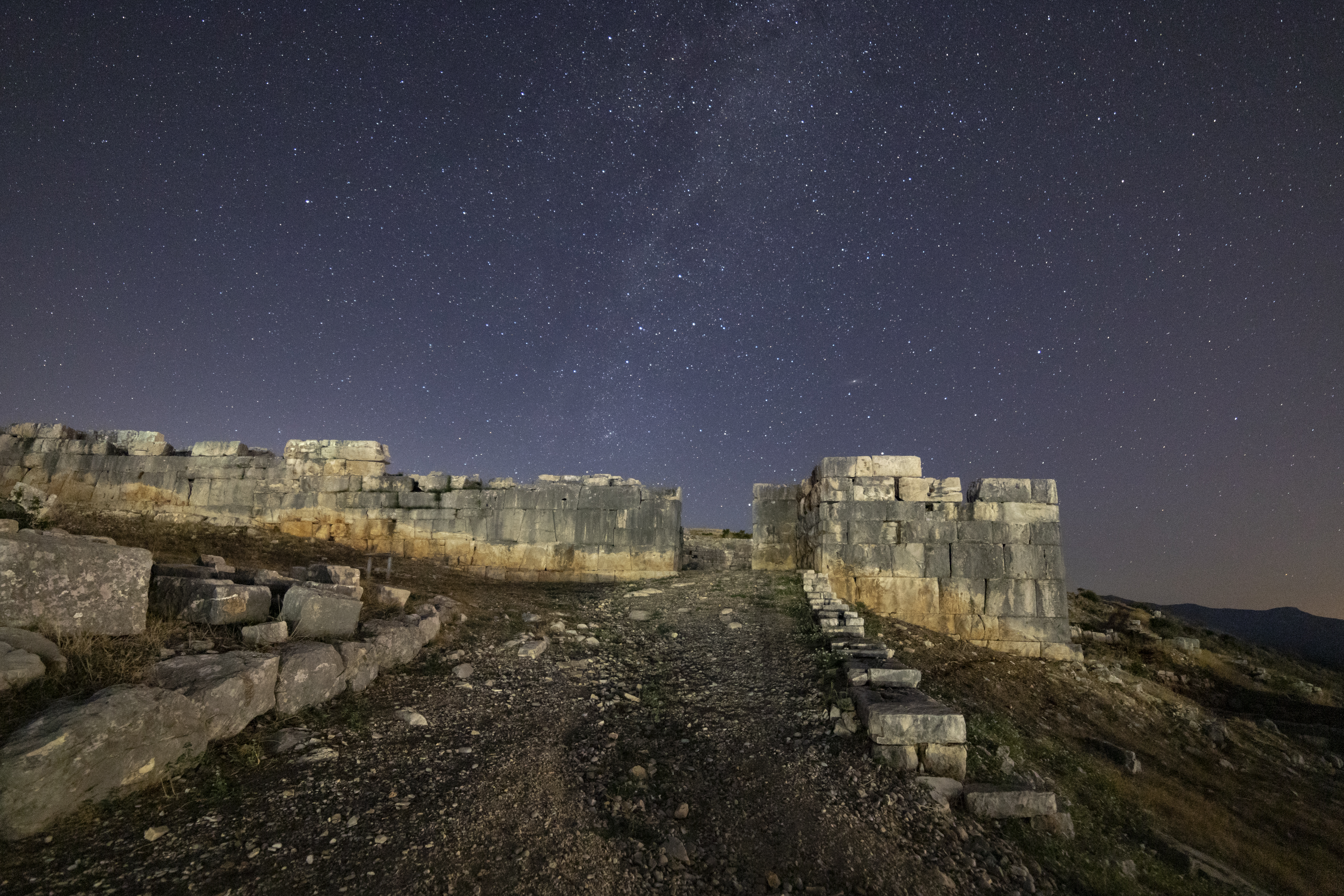
La porte centrale de la nouvelle Pleuron. Aout 2020.

Pleuron est citée dans l’Iliade, dans le Catalogue des vaisseaux, comme une cité d'Étolie, dont les guerriers vont prendre part à la guerre de Troie sous le commandement de Thoas fils d’Andrémon. L'épopée fait aussi allusion à une attaque de Courètes contre la ville voisine de Calydon : l'article du dictionnaire de Smith suppose que ces Courètes pourraient être les habitants de Pleuron de l'époque. Il semble que Pleuron ait été indépendante de l'Étolie à l'origine, et n'ait été rattachée à son territoire qu'ensuite, mais certaines traditions font du fondateur de la cité un Étolien et supposent donc qu'elle a toujours dépendu de l'Étolie. 
À l'époque romaine, au IIe siècle av. J.-C., la nouvelle Pleuron fait partie de la ligue achéenne mais demande à Rome d'en être dissociée (Pausanias le Périégète, Description de la Grèce, VII, 11, 3).
Au Ier siècle av. J.-C., Pleuron est la ville natale du poète et grammairien Alexandre l'Étolien, qui fait sa carrière à Alexandrie.